# Honoriusz Kowalczyk

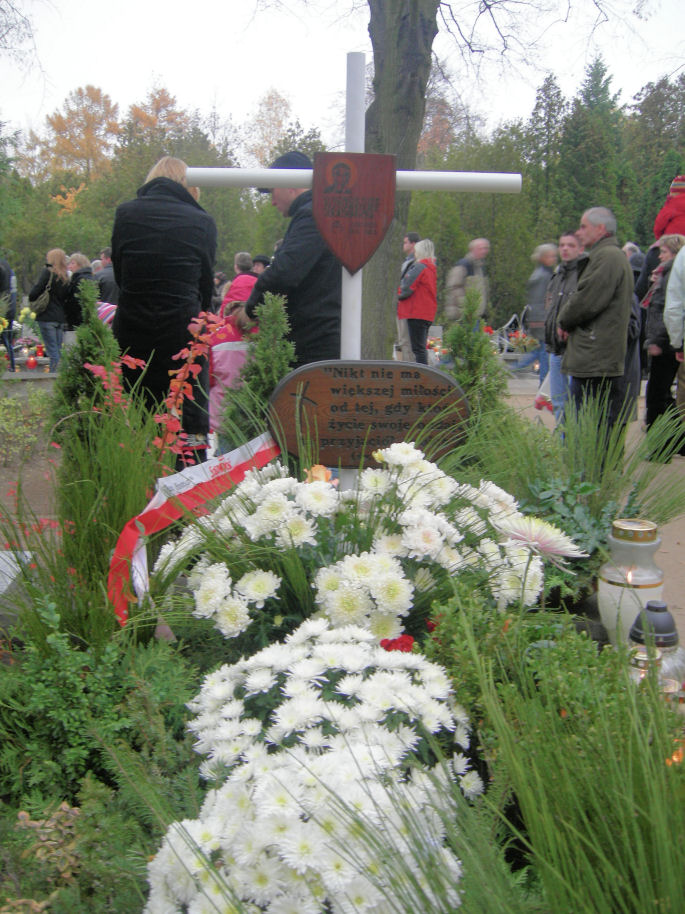
Grób o. Honoriusza na cmentarzu parafialnym w Poznaniu

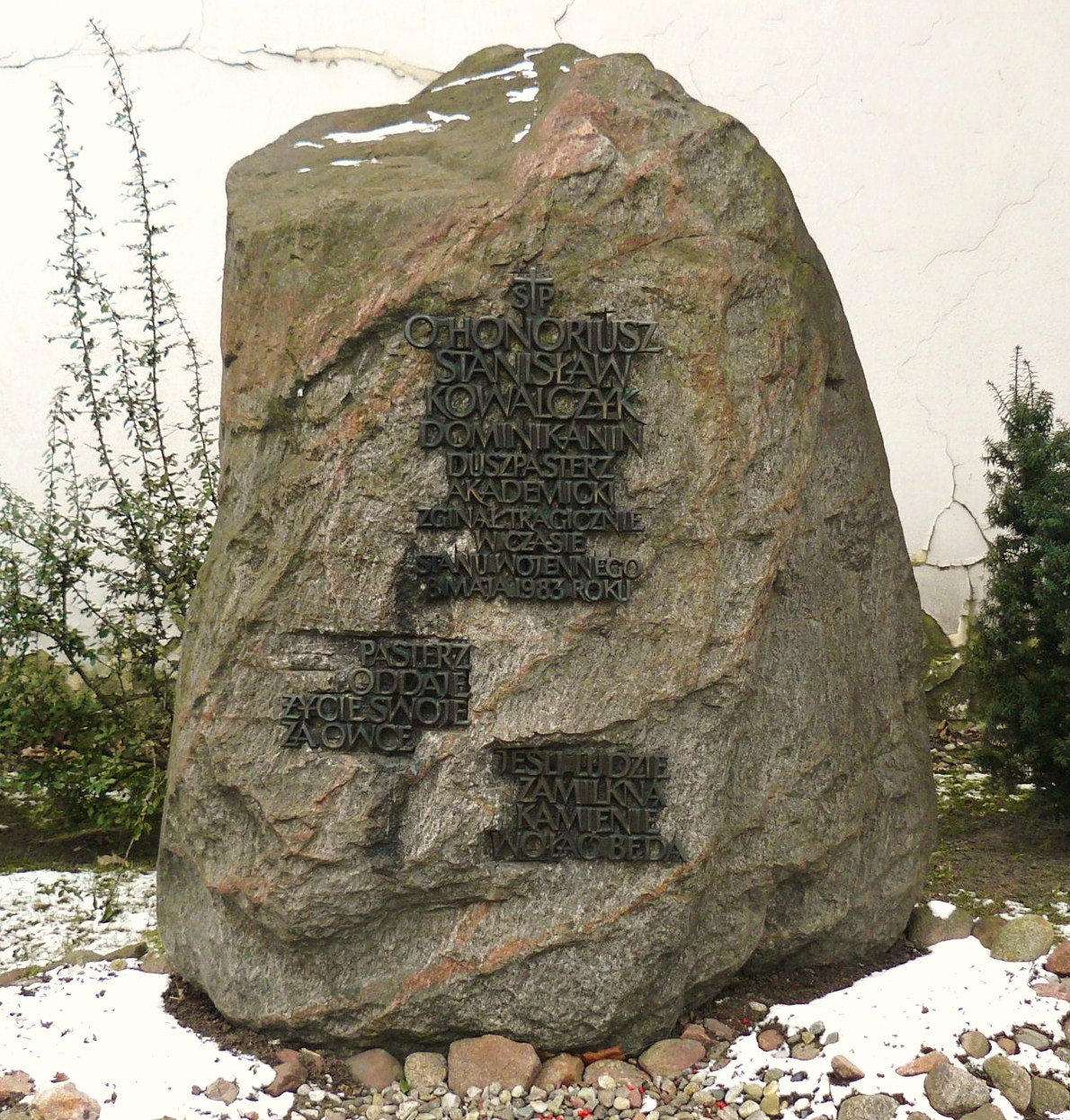
Głaz Honoriusza Kowalczyka

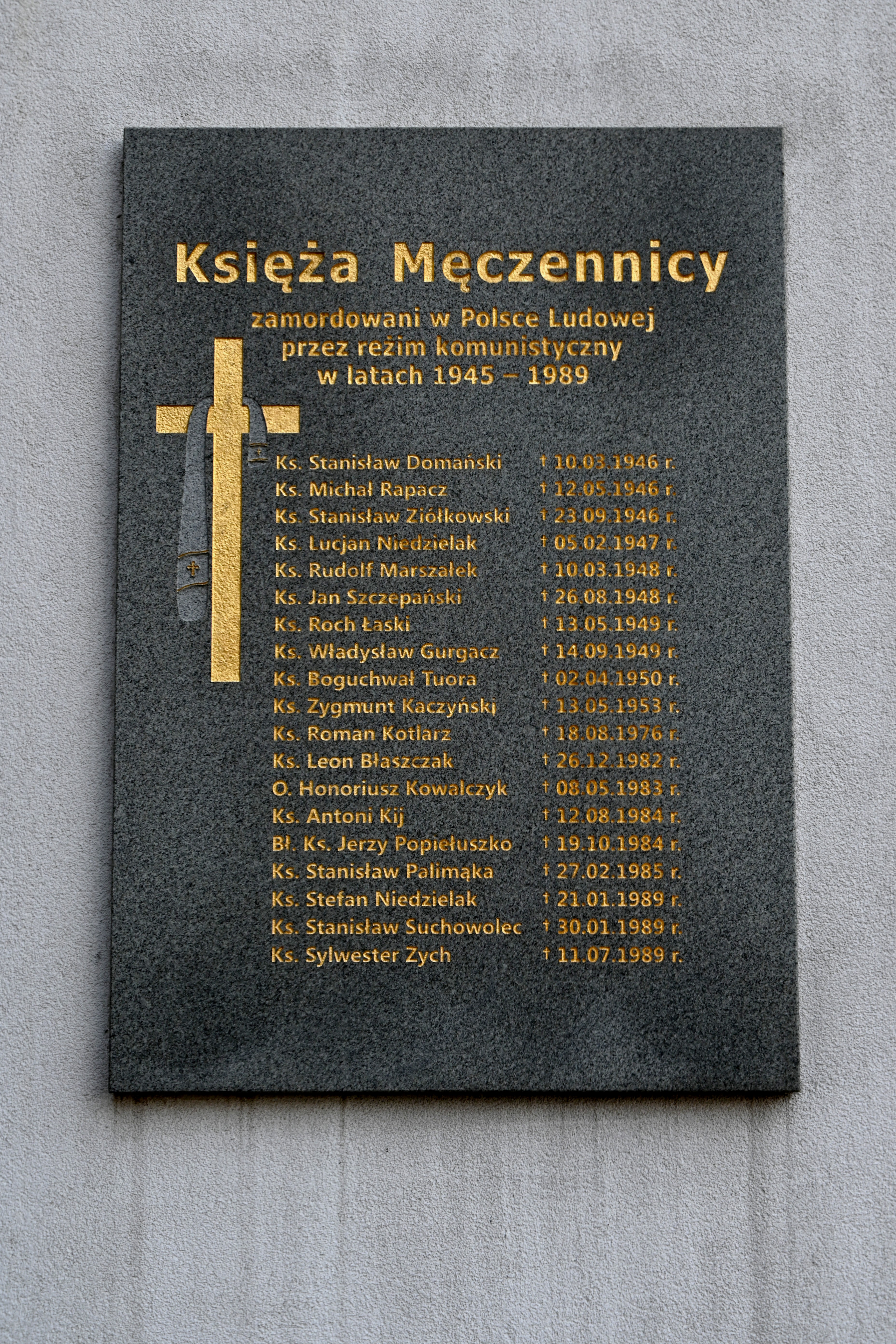
Tablica upamiętniająca księży zamordowanych w Polsce Ludowej, umieszczona przy wejściu do Sanktuarium Matki Bożej Królowej Polskich Męczenników w Warszawie.

Honoriusz Kowalczyk, właśc. Stanisław Kowalczyk (ur. 26 lipca 1935 w Duczyminie k. Przasnysza, zm. 8 maja 1983 w Poznaniu) – polski prezbiter katolicki, dominikanin, duszpasterz akademicki w Poznaniu.

## Edukacja
W 1952 wstąpił do nowicjatu Dominikanów w Poznaniu, przyjmując imię zakonne Honoriusz. W latach 1955–1962 studiował w krakowskim Kolegium Filozoficzno-Teologicznym Dominikanów. W 1961 otrzymał święcenia kapłańskie. Od 1962 był wychowawcą młodych braci w Poznaniu, pełnił też funkcję promotora do spraw powołań, jednocześnie studiował na wydziale teologicznym KUL i specjalizował się w teologii mistycznej w Prymasowskim Instytucie Życia Wewnętrznego. W 1967 obronił pracę magisterską. W latach 1970–1971 przebywał we Francji oraz w Rzymie.

## Duszpasterstwo
W maju 1971 wrócił do Poznania. W roku szkolnym 1972/73 pracował jako katecheta w Tarnobrzegu, następnie został duszpasterzem młodzieży szkół średnich w Krakowie (1973/74). W 1974 wrócił do Poznania, by objąć funkcję głównego duszpasterza akademickiego w kościele dominikanów. W 1978 zainicjował wydawanie Przystani, pisma wspólnoty duszpasterskiej dominikanów, wychodzącego w drugim obiegu. W 1981 był duszpasterzem młodzieży, biorącej udział strajkach przeciw komunistycznej dyktaturze.

## Stan wojenny
W okresie stanu wojennego organizował pomoc dla rodzin internowanych opozycjonistów, represjonowanych przez komunistyczny reżim, odprawiał msze święte za Ojczyznę, stając się nieformalnie duszpasterzem „Solidarności” i opozycji. Jego działalność zwróciła uwagę funkcjonariuszy Służby Bezpieczeństwa. Był poddawany ostentacyjnej obserwacji, otrzymywał telefony z pogróżkami.

## Wypadek i śmierć
17 kwietnia 1983, prowadząc samochód, został ciężko ranny w Wydartowie koło Mogilna. Zmarł po kilku tygodniach w szpitalu w Poznaniu. Pogrzeb o. Honoriusza w dniu 12 maja 1983 stał się wielką manifestacją patriotyczną ludności Poznania.
Okoliczności wypadku nie zostały do dziś wyjaśnione. Jak wykazał raport Jana Rokity w pierwszym dochodzeniu popełniono liczne nieprawidłowości. Sprawy nie wyjaśniły również kolejne śledztwa, prowadzone przez Prokuraturę Wojewódzką w Bydgoszczy (1991–1993) oraz poznański oddział IPN (2001–2002).

## Pamięć
W stolicy Wielkopolski działa fundacja jego imienia, której celem jest wspieranie misji zakonu dominikanów oraz prowadzenie działalności charytatywnej, wychowawczej i edukacyjnej w duchu dominikańskiego posłannictwa. W 2006 Fundacja przygotowała wystawę pt. Jak żyć prawdą. O. Honoriusz Kowalczyk 1935–1983, pomyślaną jako szczególna forma edukacji, promującej wzorce osobowe oparte na bezinteresownej służbie Bogu, ludziom i ojczyźnie. Wystawiana była w stronach rodzinnych o. Honoriusza: w Muzeum Ziemi Zawkrzeńskiej w Mławie, a jej otwarcie połączone było z sesją poświęconą O. Honoriuszowi i przez dwa miesiące w Muzeum Historycznym w Przasnyszu.
Wiele pamiątek po o. Honoriuszu przechowuje jego rodzony brat Kazimierz Kowalczyk, mieszkający w Mławie.
Osobie poznańskiego dominikanina poświęcona została książka Dusz Pasterz Ojciec Honoriusz Stanisław Kowalczyk OP (1935–1983), wydana pod redakcją Stanisławy Borowczyk w Poznaniu w 2000.
Zbiór homilii ojca Honoriusza został opublikowany w książce pt.: Dać się Bogu rozświetlać, wydawnictwa Bonami w Poznaniu w 2018, 115 s., ISBN 978-83-62298-95-2.

## Odznaczenia
- Krzyż Oficerski Orderu Odrodzenia Polski – 2006, pośmiertnie[2]